# Championnat du Kirghizistan de football 2015
Navigation
Saison précédente Saison suivante
La saison 2015 du Championnat du Kirghizistan de football est la vingt-quatrième édition de la première division au Kirghizistan. Il n'y a que six équipes engagées cette saison et la compétition prend la forme d'une poule unique où les formations s'affrontent à quatre reprises. Le dernier du classement final est relégué et remplacé par les deux meilleurs clubs de deuxième division.
C'est le FC Alay Och qui remporte la compétition cette saison après avoir terminé en tête du classement final, avec huit points d'avance sur le tenant du titre, le Dordoi Bichkek et dix-huit sur Abdish-Ata Kant. C'est le second titre de champion du Kirghizistan de l'histoire du club, deux ans après le premier.
Le vainqueur du championnat se qualifie pour le tour préliminaire de la Coupe de l'AFC, la compétition inter-clubs de deuxième niveau en Asie.

## Les clubs participants
- Dordoi Bichkek
- Abdish-Ata Kant
- FC Alay Och
- Alga Bichkek
- FC Ala-Too
- KG United[1]

## Compétition
Le barème de points servant à établir le classement se décompose ainsi :
- Victoire : 3 points
- Match nul : 1 point
- Défaite : 0 point

### Classement
| Rang | Équipe           | Pts | J  | G  | N | P  | Bp | Bc | Diff |
| ---- | ---------------- | --- | -- | -- | - | -- | -- | -- | ---- |
| 1    | FC Alay Och      | 50  | 20 | 16 | 2 | 2  | 48 | 18 | +30  |
| 2    | Dordoi BichkekT  | 42  | 20 | 13 | 3 | 4  | 60 | 22 | +38  |
| 3    | Abdish-Ata KantC | 32  | 20 | 9  | 5 | 6  | 24 | 14 | +10  |
| 4    | Alga Bichkek     | 30  | 20 | 8  | 6 | 6  | 32 | 18 | +14  |
| 5    | FC Ala-Too       | 13  | 20 | 4  | 1 | 15 | 17 | 42 | -25  |
| 6    | KG United        | 4   | 20 | 1  | 1 | 18 | 15 | 82 | -67  |

|  | Qualification pour la Coupe de l'AFC 2016                     |
|  | Relégation en deuxième division                               |
|  | T : Tenant du titre C : Vainqueur de la Coupe du Kirghizistan |

#### Résultats
| Résultats (▼dom., ►ext.) | AAK | ATN | AOS | ABI | DBI | KGU | AAK | ATN | AOS | ABI | DBI | KGU |
| Abdish-Ata Kant          |     | 1-0 | 0-1 | 1-0 | 2-2 | 0-1 |     | 1-0 | 0-2 | 2-2 | 1-3 | 3-0 |
| FC Ala Too               | 0-1 |     | 1-3 | 0-1 | 0-1 | 3-1 | 0-3 |     | 0-4 | 1-3 | 0-2 | 5-1 |
| FC Alay Och              | 2-1 | 2-0 |     | 3-0 | 2-1 | 7-2 | 1-0 | 3-2 |     | 2-1 | 3-3 | 5-0 |
| Alga Bichkek             | 0-0 | 0-0 | 0-0 |     | 0-4 | 5-1 | 0-0 | 2-0 | 0-1 |     | 0-1 | 6-0 |
| Dordoi Bichkek           | 0-2 | 5-1 | 1-0 | 1-1 |     | 6-1 | 0-2 | 7-1 | 3-0 | 1-2 |     | 5-2 |
| KG United                | 0-0 | 0-1 | 1-4 | 0-6 | 1-6 |     | 0-4 | 1-2 | 2-3 | 0-3 | 1-8 |     |

## Bilan de la saison
| Championnat du Kirghizistan de football 2015 |                        |
| Champion                                     | FC Alay Och (2e titre) |
| Coupes et trophées                           |                        |
| Vainqueur de la Coupe du Kirghizistan 2015   | Abdish-Ata Kant        |
| Qualifications continentales                 |                        |
| Coupe de l'AFC 2016                          | FC Alay Och            |
| Promotions et relégations                    |                        |
| Promus en Vysshaya Liga                      | Aldiyer Kurshab        |
| Promus en Vysshaya Liga                      | FC Khimik Kara-Balta   |
| Relégués en Deuxième division                | KG United              |